# Copa Final Four 2011
La IV Copa Final Four de Voleibol Femenino se tenía planeada celebrar del 4 al 11 de diciembre de 2011 en la ciudad de Acapulco, México. Sin embargo, esta competición fue cancelada.

## Equipos participantes
| Confederación | Selecciones                   |
| ------------- | ----------------------------- |
| CSV           | Argentina · Brasil            |
| NORCECA       | República Dominicana · México |